# Gimle (organisation)
Nätverket Gimle var ett nordiskt nätverk för intresserade av forn sed, folktro och nordisk mytologi. 
Nätverket Gimle startades 2001, som ett alternativ till organiserade och formaliserade hedniska trossamfund, men lades ned 2008 främst på grund av datatekniska problem.
På nätverkets webbplats fanns bland annat ett omfattande textarkiv, ett norrönt lexikon samt ett diskussionsforum för levande hednisk sed. Gimle var inget trossamfund utan en kontaktyta på gräsrotsnivå som endast blev det deltagarna gjorde det till. Syftet var att främja kontakter mellan individer som lever med, eller intresserar sig för, nordisk hedendom. Nätverket accepterade inte deltagare som missbrukar folktro, forn sed eller nordisk mytologi som ideologiskt verktyg, oavsett om det gäller högerextremism, rasism, odinism, veganism, anarkism, ekologism eller någon annan kollektiv ideologi eller politisk rörelse. Det var inte heller ett forum för new age, wicca eller dylika hedniska trosinriktningar. Nätverket hade inga kopplingar till den tidskrift med samma namn som gavs ut under 1980-talet.